# Michael Eneman
Michael Eneman, född 1 februari (eller 12 januari) 1676 i Enköping, död 5 oktober 1714 i Uppsala, var en svensk orientalist, resebeskrivare och professor.

## Uppväxt och studier
Michael Enemans far var rådmannen i Enköping Olof Eneman och modern hette Anna Michaelidotter Vingia. Han läste först vid Västerås gymnasium där han särskilt inriktade studierna på grekiska, och inskrevs 1695 vid Uppsala universitet. Efter att fadern avlidit hamnade Eneman i ekonomiskt trångmål, fick först stöd av köpmän från hemstaden, och sedan av ledande personer i Uppsala, Erik Benzelius d.ä. och Olof Rudbeck d.y. Den senare av dessa lät Eneman bo i sitt hus.
Under sin vistelse vid Uppsala universitet ägnade sig Eneman åt teologi och orientalistik under Rudbecks handledning. Hans lärare var Gustaf Lillieblad, Johan Palmroot och Daniel Lundius, varigenom han framför allt ägnade sig åt realfilologi. 1703 disputerade han två gånger. Första avhandlingen var De sepulcris veterum, och den andra De sepulcro Christi som han lade fram för Johan Arendt Bellman (1664–1709). Båda avhandlingarna handlar om Kristi grav, och visar på ett arkeologiskt intresse. Eneman promoverades till filosofie magister i december 1703. 
Efter examen läste Eneman till präst, avlade prästexamen 1705 i Uppsala, och prästvigdes den 16 maj samma år för tjänst vid armén. Året därpå avreste han till Tyskland. Innan han for förlovade han sig med Rudbecks dotter Catharina, som bara var tolv år gammal.
I juli 1706 inskrevs Eneman som student vid universitetet i Greifswald i dåvarande Svenska Pommern och fick bo hos superintendenten Johann Friedrich Mayer. Han stannade i sju månader, under tiden förde han en livlig brevskrivning med professorerna i Uppsala om de senaste vetenskapliga rönen i Tyskland. 1707 disputerade han i Greifswald, och for vidare, till Stettin, Berlin, Leipzig, Wittenberg, och nådde slutligen Altranstädt i syfte att bli anställd som fältpräst. Han hade med sig tre rekommendationsbrev, från Laurentius Molin i Uppsala, Anders Leijonstedt i Berlin, och från Olof Hermelin. Efter en provpredikan för kung Karl XII fick så Eneman en tjänst i armén, som notarie i hovkonsistorium.

## På resande fot
Michael Eneman följde sedermera kungen under det långa och farliga tåget ända till Poltava och var en av dem som med honom lyckades rädda sig över Dnieper till Bender. Härifrån skickades han av kungen 1710 som legationspredikant till Konstantinopel, där han fick tillfälle att under Sven Agrell lämna prästerligt biträde åt en mängd lutherska trosförvanter, särdeles svenska fångar, vilka ryssarna under sina härjningar i Finland och Östersjöländerna bortfört och sålt som slavar till Turkiet. I tjänsten ingick också att lära sig språk, samhälle och seder för att underrätta kungen och lära andra.
På kungens bekostnad avreste han i september 1711 till Palestina och Egypten i sällskap med Johan Silfvercrantz som hade varit hans kamrat redan i Uppsala. Resan ställdes först till Troja, därifrån till Smyrna, Alexandria samt uppför Nilen till Kairo. Han genomreste vidare Arabien, Palestina (juni–nov. 1712) och Syrien samt vände över Cypern (mars 1713) och Smyrna (24 mars–13 juni 1713) tillbaka till Konstantinopel, dit han anlände den 20 juni 1713. Under resan studerade han fornminnen, samt kyrkliga och politiska förhållanden. Eneman och Silfwercrantz vägar skildes åt vid Karmel, varefter Silfwercrantz ådrog sig den sjukdom som orsakade hans död 1716. I Jerusalem insjuknade Eneman i tuberkulos, tog in på San Salvatorklostret, men repade sig tillräckligt för att besöka de platser i Heliga landet som var skälet till hans resa.
Han hade gärna velat fortsätta från Damaskus några dagsleder in i öknen till ruinstaden Palmyra. Men som framgår av ett brev från november 1712 tordes han inte längre lita på sina krafter. Han kände sig, skriver han, "alltför svag och krasslig, kan intet göra en eller två dagsresor utan att strax ligga sjuk i andra fem eller sex och således hängla mig fram". Därför vågade han sig inte "in i villa öknen igen, en resa av tio eller tolv dagar aldra ringast, vilket gör mig hjärteligen ont, ävensom att sjukdomen har tagit bort så mycken tid för mig och jag mer måste skynda på återresan".
I juni 1713 kom Eneman efter fullbordad forskningsfärd till slottet Timurtasch utanför Edirne, där Karl XII befann sig i turkisk fångenskap efter kalabaliken i Bender. Han berättade då, enligt Johan Hultman, "om allt det han ögonskenligen sett vid Jerusalem och Kristi grav, Oljeberget, Kidrons bäck med mera, desslikes om de mumier, som i sandhavet finnas, samt de 7 stoder uti Egypten och Babylons torns utseende. Om detta med allt mera, som han har där befunnit, måste han en timma var dag i tvenne månader inför Hans Maj:t beskriva." Bland annat hade med sig två kameleonter, samt två egyptiska krokodiler förvarade i varsin flaska med vatten, som han gav till kungen.

## Hemkomst och död
Under vistelsen i Egypten hade kungen, utan ansökan, utnämnt honom till professor i österländska språk vid Uppsala universitet, varför han återvände till Sverige. Han ankom till hemlandet den 5 augusti 1714. Den 20 september installerades Eneman som professor, varpå tuberkulosen förvärrades.
Han föresatte sig att trots sjukdomen gifta sig med sin fästmö, vilket skedde den 29 samma månad. Han var under vigselakten liggande i "sotsäng". Sex dagar efter vigseln avled Eneman.
Hustrun Catharina Rudbeck var dotter till Olof Rudbeck d.y. och Catharina Goeding, syster till Andreas Goeding. Hon gifte om sig med Anders Berg, adlad Bergencrantz.

## Kvarlämnade verk
Eneman, som troligen är den förste svensk som besökt Arabien, skrev långa resebeskrivningar och brev. Dessa manuskript hade Catharina Rudbeck och hennes andre make fört till Finland, men hon avkrävdes dem eftersom Enemans resa varit betald av staten. 1740 lät bibliotekarien Andreas Norrelius trycka två provark av Enemans Resa öfver det heliga landet. Efter de manuskript som förvarades i Riksarkivet och Uppsala universitetsbibliotek utgav Karl Uno Nylander 1889, till Orientalistkongressen i Stockholm, Enemans Resa i Orienten 1711–1712, med levnadsteckning och bibliografi. Eneman medförde också en karta över Mekka och dess tempel som låg till grund för en karta som utgavs av Adriaan Reland i Utrecht.

### Fotnoter
1. ↑  Michael Eneman, https://sok.riksarkivet.se/sbl/artikel/16087, Svenskt biografiskt lexikon (art av E. Gren.), hämtad 2022-05-23.
2. ↑  Grimberg, Carl. ”160 (Svenska folkets underbara öden / V. Karl XII:s tid från 1710 samt den äldre frihetstiden 1709-1739)”. runeberg.org. https://runeberg.org/sfubon/5/0164.html. Läst 11 april 2021.
3. ↑  Grimberg, Carl. ”158 (Svenska folkets underbara öden / V. Karl XII:s tid från 1710 samt den äldre frihetstiden 1709-1739)”. runeberg.org. https://runeberg.org/sfubon/5/0162.html. Läst 11 april 2021.